# لیتلتون (ماساچوست)
لیتلتون، ماساچوست
لیتلتون (به انگلیسی: Littleton) شهرکی در شهرستان میدلسکس ایالت ماساچوست می‌باشد که در سال ۱۷۱۵ بنیان‌گذاری شده‌است. این شهرک در سرشماری سال ۲۰۱۰ میلادی، ۸٬۹۲۴ نفر جمعیت داشته‌است.